# Ken Narita (cantante)
Ken Narita (成田 賢?, Narita Ken; Tokyo, 22 ottobre 1945 – 13 novembre 2018) è stato un cantante giapponese.
È un artista di anison, ovvero sigle di anime. Nel 1967 fondò il gruppo musicale The Beavers, dando così iniziò alla sua carriera di cantante. Successivamente, dopo lo scioglimento del gruppo, iniziò a cantare come solista. È famoso soprattutto per aver cantato la sigla dell'anime Cyborg 009. Il 7 gennaio 2007 ha preso parte all'ANIME JAPAN FES 2007.

## Discografia

### Album
- Viva! Beavers (ビバ！ビーバーズ?) (1968)
- Nemurikara Samete (眠りからさめて?) (1971)
- Yogoreta Machi ni Itemo (汚れた街にいても?) (1972)
- Super Best Taga Tameni ~Ken Narita History (スーパーベスト 誰がために～成田賢ヒストリー?) (2007)